# Hypnum rubricaule
Hypnum rubricaule är en bladmossart som beskrevs av Bridel 1827. Hypnum rubricaule ingår i släktet flätmossor, och familjen Hypnaceae. Inga underarter finns listade i Catalogue of Life.